# American Slang
American Slang ist das dritte Studioalbum der amerikanischen Alternative-Rock-Band The Gaslight Anthem aus New Brunswick. Es erschien am 15. Juni 2010 auf SideOneDummy Records.

## Entstehung
Das Album wurde von Ted Hutt produziert und im New Yorker Magic-Shop-Studio aufgenommen. Am 23. März 2010 wurde die erste Single, American Slang, über die Website veröffentlicht.

## Rezeption
Auf Metacritic.com erhielt das Album die Durchschnittsnote 80/100 aus 29 Kritiken. Im Magazin Rolling Stone vergab Christian Hoard 3,5 von 5 Sternen und schrieb, American Slang käme mit deutlich fortgeschrittenem Klang daher, die Refrains seien ausgearbeiteter. Brian Fallons Texte wirkten aber zuweilen etwas „gezwungen“.

## Titelliste
Alle Texte von Brian Fallon, Musik von The Gaslight Anthem.
1. American Slang – 3:41
2. Stay Lucky – 3:09
3. Bring It On – 3:27
4. The Diamond Church Street Choir – 3:12
5. The Queen of Lower Chelsea – 3:39
6. Orphans – 3:23
7. Boxer – 2:47
8. Old Haunts – 3:30
9. The Spirit of Jazz – 3:13
10. We Did It When We Were Young – 4:16